# Apotolamprus sericeus
Apotolamprus sericeus là một loài bọ cánh cứng trong họ Bọ hung (Scarabaeidae).